# منتخب يوغوسلافيا لهوكي الجليد
منتخب يوغوسلافيا الوطني لهوكي الجليد هو منتخب وطني كان يمثل يوغوسلافيا في منافسات هوكي الجليد الدولية، نافس من سنة 1934 إلى سنة 1992، نافس في بطولة العالم لهوكي الجليد 29 مرة، نافس في الألعاب الأولمبية الشتوية 5 مرات، كما نافس في بطولة أوروبا 3 مرات.